# Estácio de Lima
Estácio Luiz Valente de Lima (Marechal Deodoro, 11 de junho de 1897 —  Salvador, 29 de maio de 1984) foi um médico e professor brasileiro.
Filho de Luiz Monteiro de Amorim Lima e Maria de Jesus Valente Lima, graduou-se em Direito, pela Faculdade de Direito do Recife  em 1915. Doutorou-se pela Faculdade de Medicina da Bahia (1921), com a tese Agonia. Fixou-se em Salvador  e conquistou, em 1926, por concurso, a cátedra de Medicina Legal da Faculdade de Medicina da Bahia, com as teses Capacidade Civil e Seus Problemas Médicos Legais  e Indagação Sanguínea da Ascendência. Dirigiu por longo período o Instituto Médico Legal Nina Rodrigues. Em 1953, por concurso, tornou-se catedrático da Faculdade de Direito da UFBA, com a tese Infanticídio na Legislação Brasileira. Foi, ainda, catedrático da Escola Bahiana de Medicina e Saúde Pública (então ligada à Universidade Católica de Salvador). Presidiu, durante 40 anos, o Conselho Penitenciário do Estado da Bahia.
Em 1968, foi-lhe conferido o título de professor emérito da UFBA (das  Faculdades de Medicina, Direito e Odontologia) e  da  Universidade Católica do Salvador.
Foi também presidente da Academia de Letras da Bahia, da Academia de Medicina da Bahia e do Conselho Penitenciário do Estado da Bahia. Também dirigiu o Instituto Médico Legal Nina Rodrigues.
Escreveu várias obras teóricas e científicas. Também foi autor de  ensaios, publicados em revistas especializadas, na área de folclore. Dentre seus livros mais conhecidos, destacam-se O mundo estranho dos cangaceiros (1965) e O mundo místico dos negros (1975).

## Obras
Estácio de Lima é autor das seguintes obras:
- Introdução ao Estudo da Agonia(tese); Bahia: Imprensa Oficial, 1921
- O Mundo Místico dos Negros; Salvador: Empresa Gráfica da Bahia, 1975
- Indagações às Ascendências (Possível Diagnóstico da Ilegitimidade dos Filhos) (tese de Concurso à cadeira de Medicina Legal na Faculdade de Medicina da Bahia); Salvador: A Nova Gráfica, 1926
- Aspectos Médico-legais do Infanticídio no Brasil (tese de concurso à cátedra de Medicina Legal da Faculdade de Direito da Universidade da Bahia); Salvador: Tip. Beneditina Ltda, 1953
- Capacidade Civil e seus Problemas Médicos-legais (tese de concurso à cadeira de Medicina Legal da Faculdade de Medicina da Bahia); Oficina Gráfica Universal, 1926
- O Mundo Estranho dos Cangaceiros (ensaio biossociológico); Salvador: Ed. Itapoã Ltda, 1965
- A Aeromoça e Outras Novelas Regionais (contos); ilustração de Carybé; Bahia: Ed. Fundação Gonçalo Muniz, 1962
- O Mundo Místico dos Candomblés, 1971 (ensaio)
- Grupos Sanguíneos
- O Problema Social do Aborto
- Delinquência Constitucional
- Prostituição, Defloramento, Homossexualismo Masculino
- Determinação da Idade
- Perícia de Volta Seca
- Perícia da Paternidade
- Deformidade
- Ética Médica
- Europa, Berlim, Outra Criatura na Alemanha Edelweiss
- Introdução ao Estudo da Agonia (Tese)